# Baía Farta
Baía Farta es un municipio de la provincia de Benguela en Angola. En julio de 2018 tenía una población estimada de 119 741 habitantes.
Se encuentra ubicado en el centro-oeste del país, entre el océano Atlántico, al oeste, y la meseta de Bié, al este.